# The Companys
The Companys és un grup musical lleidatà de rock en català. El grup neix l'any 1993 i està format per sis músics de Maials, Almatret, Arbeca i Lleida. Reberen el Premi Enderrock al millor grup revelació el 2004 i van fer la banda sonora de la sèrie de TV3 Lo Cartanyà.

## Discografia
- "Apuja’t la bragueta" (Picap, 2002)
- "Ni polític ni correcte" (Picap, 2004)
- "Les músiques de Lo Cartanyà. Amb dos collons" (Picap, 2005)